# Käthe Kollwitzmuseet i Köln

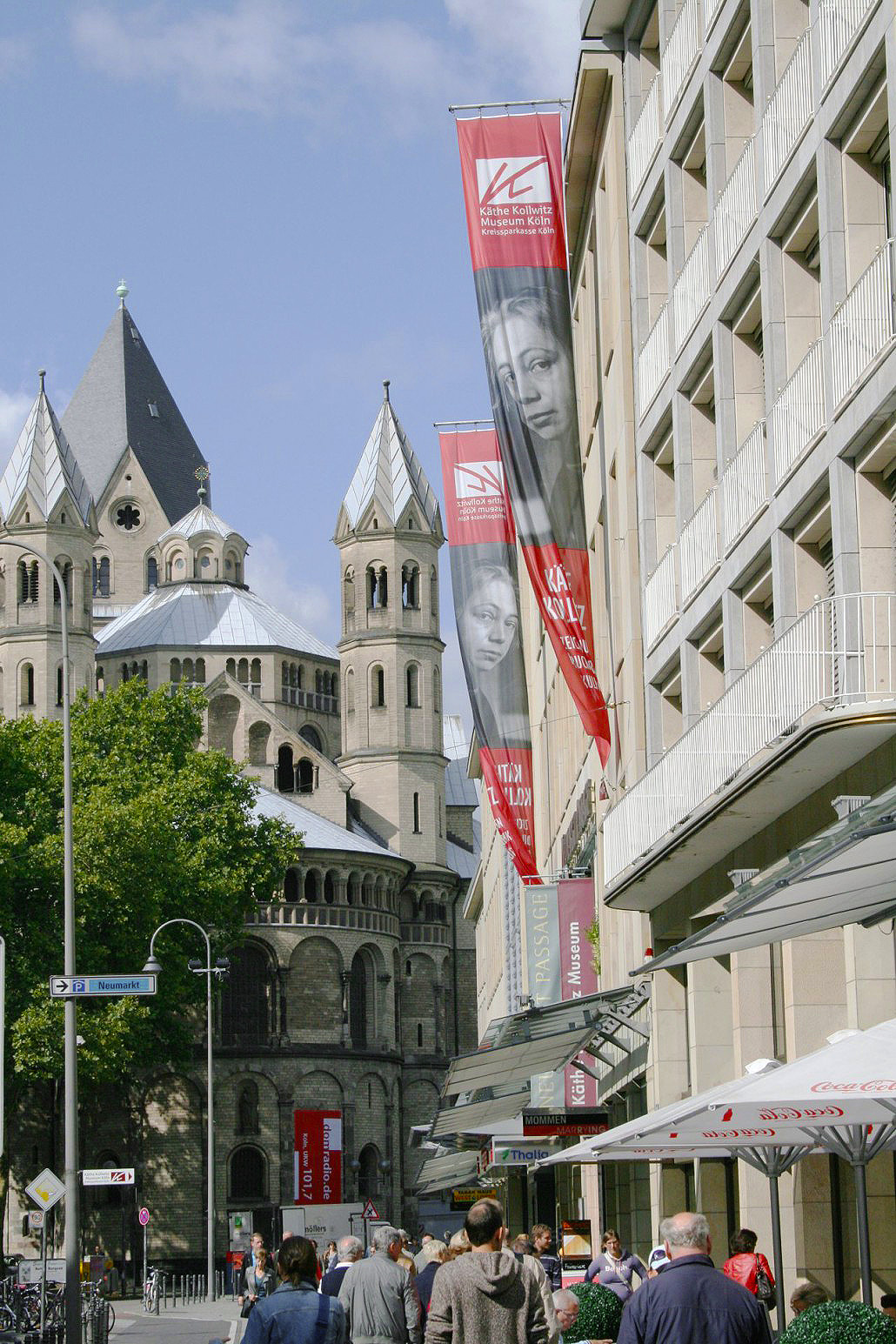
Museet vid Neumarkt,med kyrkan St. Aposteln i bakgrunden

Käthe Kollwitzmuseet i Köln är ett av tre museer i Tyskland som är tillägnade Käthe Kollwitz konst. De andra två är Käthe Kollwitzmuseet i Berlin och Käthe-Kollwitz-Haus Moritzburg i Moritzburgi i Sachsen.

## Samlingen
Käthe Kollwitzmuseet i Köln är det museum som har den största samlingen verk av Käthe Kollwitz. Den inkluderar hela samlingen skulpturer, alla hennes affischer, över 550 grafiska blad och drygt 300 teckningar. Bland teckningarna finns flera av de sena verk hon gjorde med döden som tema. Av tidigare verk finns tre, av färre än tio, av de pasteller och kolteckningar hon gjorde för den satiriska tidskriften Simplicissimus.

## Utställningen
Museet öppnades 40 år efter konstnärens dödsdag, den 22 april 1985. Det ligger i den översta våningen i en galleria vid Neumarkt i Köln. Museet har ungefär 30 000 besökare årligen. På 1.000 m2 utställningsyta visas omkring 200 verk av Käthe Kollwitz.

## Historik
Grunden till dagens samling var ett par litografier, som ägaren Kreissparkasse Köln införskaffade i samband med att man ordnade en liten Käthe Kollwitz-utställning 1976. År 1983 köpte man en privat Käthe Kollwitz-samling om 60 teckningar, som hade förvarats på Wallraf-Richartzmuseet i Köln men nu var till salu utan att kommunen själv hade råd att köpa den. Efter en donation och ytterligare köp hade företaget inom ett par år utökat samlingen med drygt 120 teckningar, 60 grafiska blad och alla 15 skulpturer som var möjliga att införskaffa till ett museum. Samtidigt hade man med det andra stora inköpet till samlingen förpliktigat sig till att inte bara fortsätta komplettera samlingen, utan också till att göra den tillgänglig både för allmänhet och forskning.

## Bildgalleri

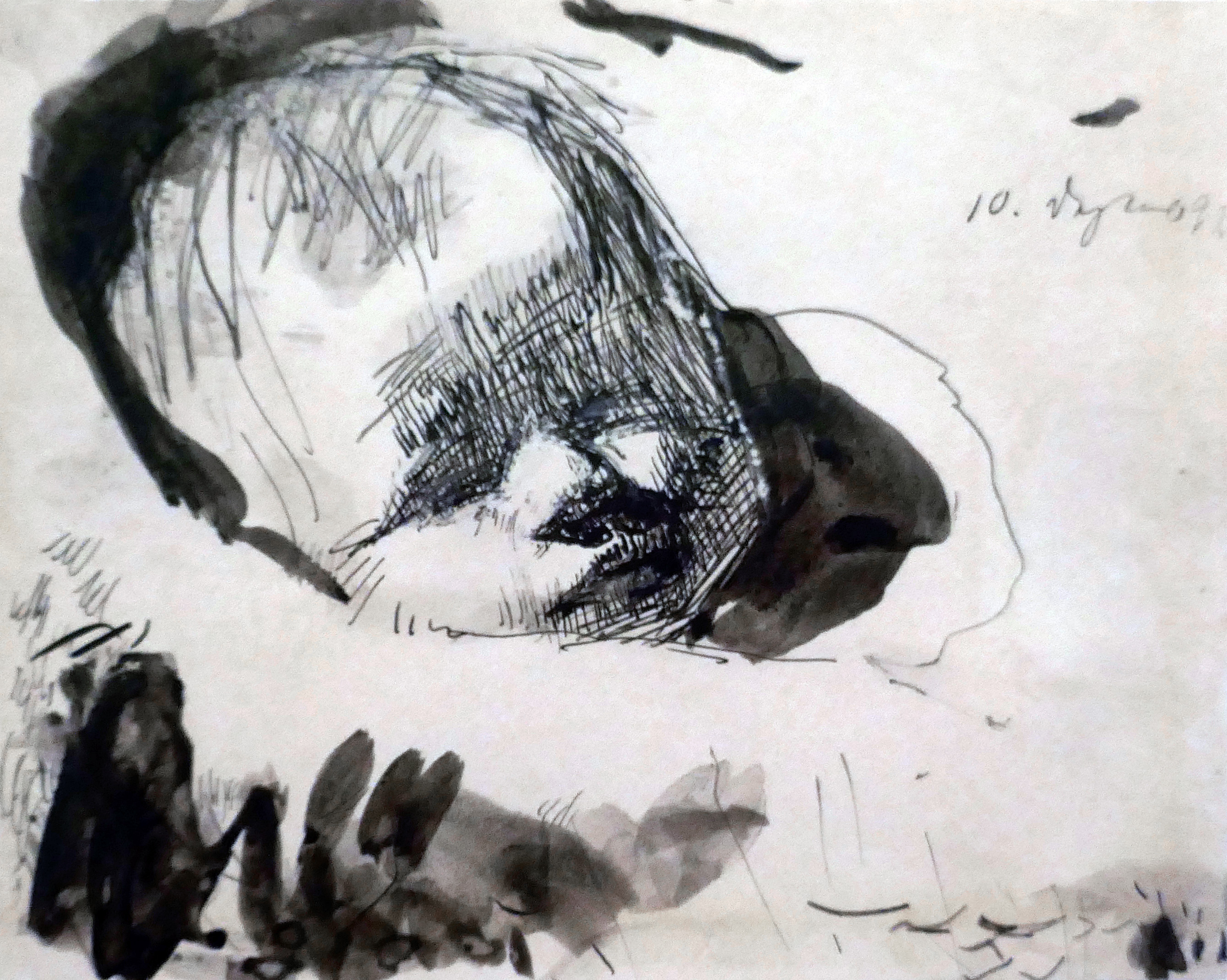
Sovande spädbarn (Hans Kollwitz), 1892
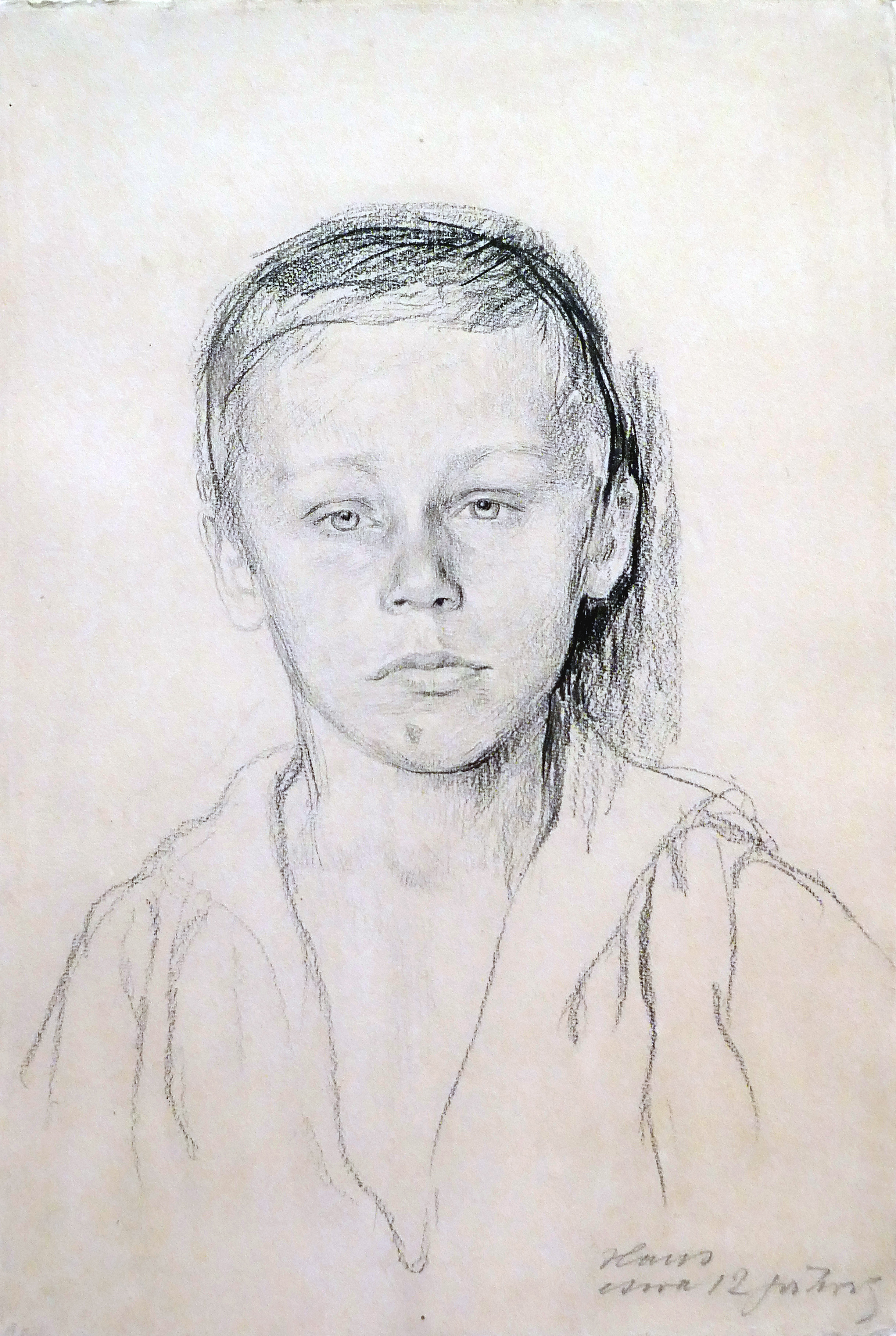
Hans Kollwitz,1904
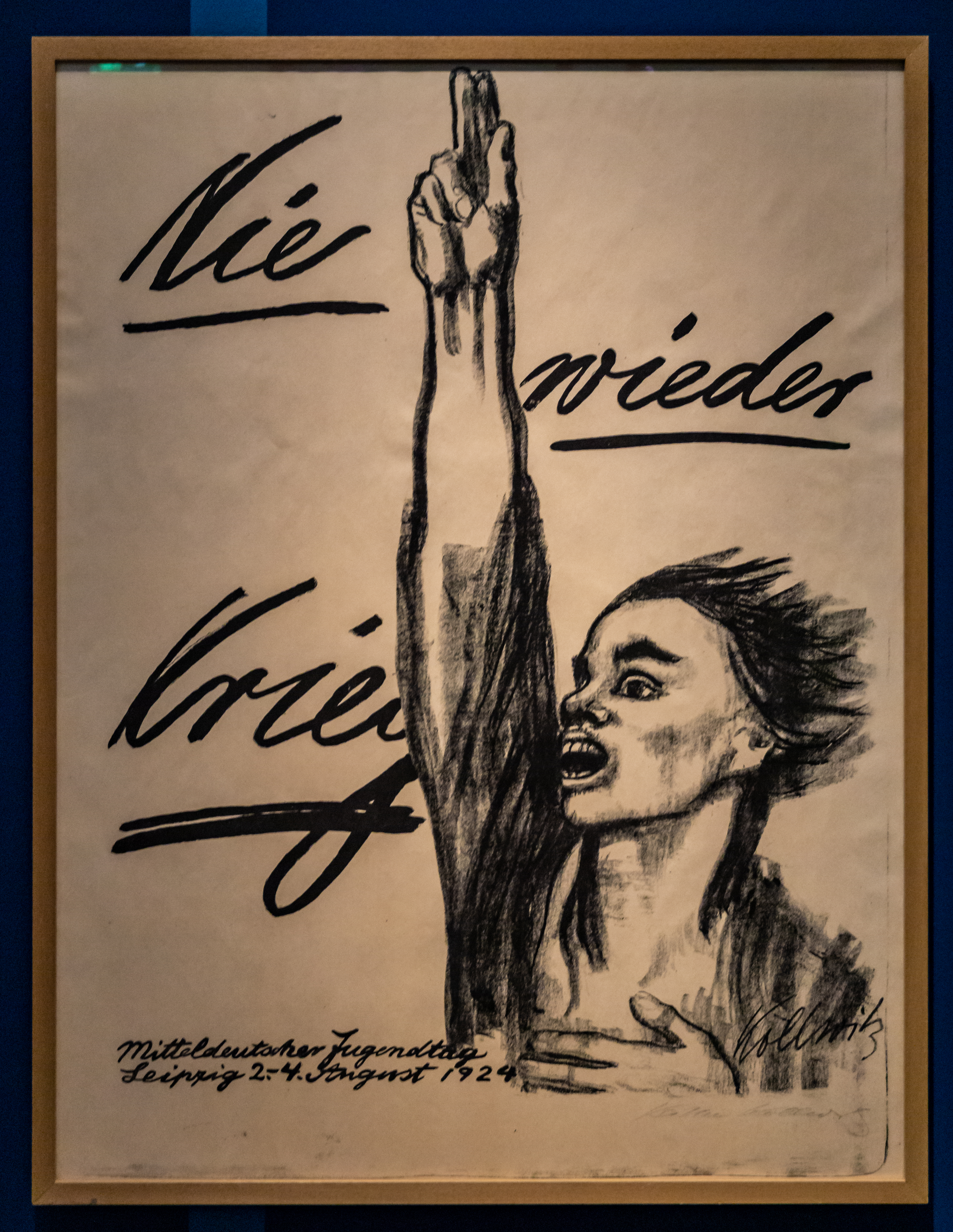
Affischen Nie wieder Krieg, 1924
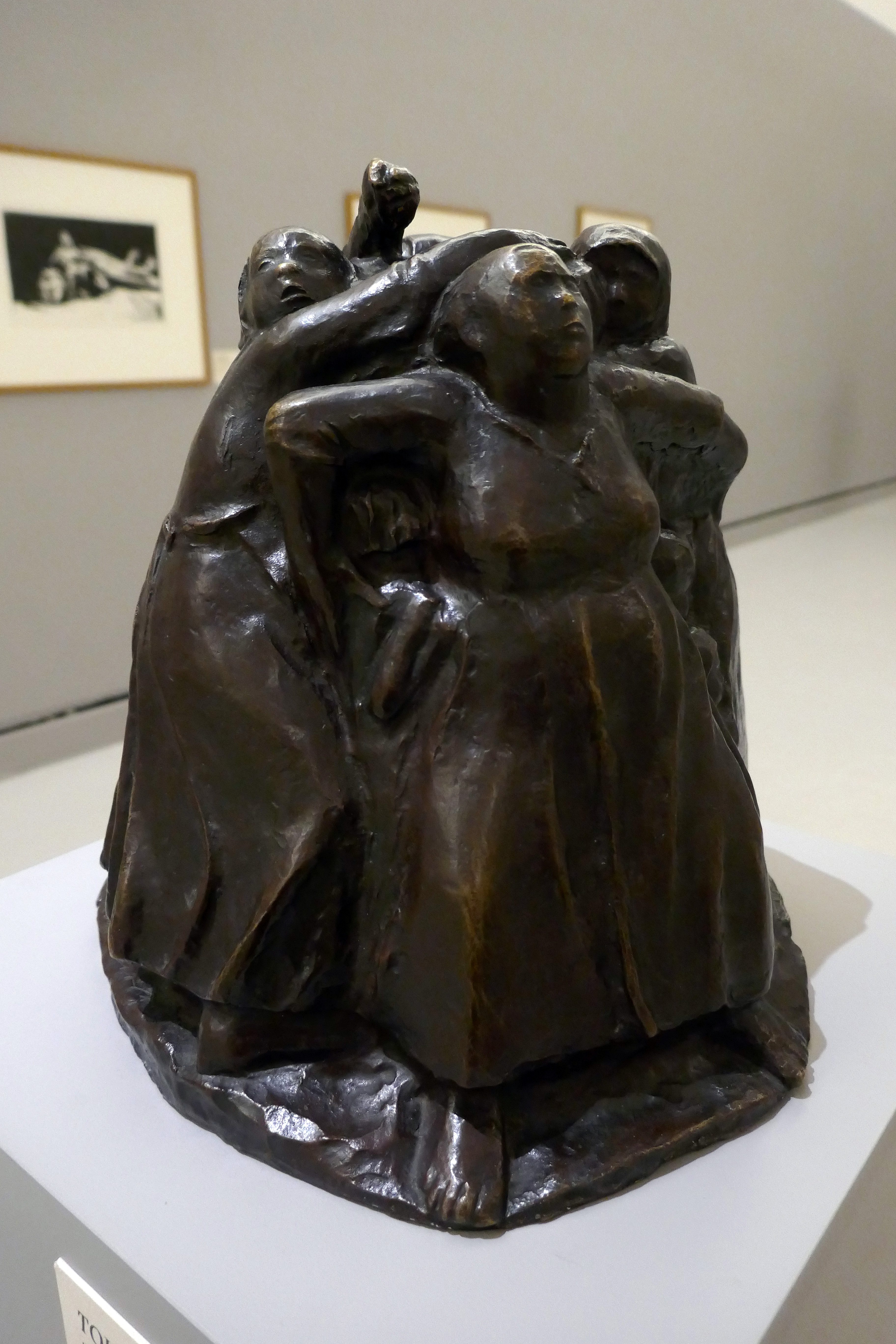
Tour des mères, brons 1937–1938